# 崇兴庙
29°30′5.79″N 121°24′9.27″E / 29.5016083°N 121.4025750°E
崇兴庙是浙江省宁海县的一座境主庙及宗祠，位于西店镇香石村。建筑始建于清康熙中期，现存建筑于道光二十一年（1841年）建成，建筑面积969.9平方米。崇兴庙戏台、勾连廊设三连藻井，为浙江省内仅存的三座三连藻井戏台之一，2006年5月与县内其他9处古戏台以宁海古戏台的名义被列入第六批全国重点文物保护单位。

## 历史
宁海西店香山石姓家族于宋代自新昌迁入，至元末明初人口增多，形成今天石家村、后溪村两个村庄。清康熙中期，两村始建宗祠并在祠前建设境主庙，祭祀境主显应侯王，庙后设立石氏宗祠与庙相通。道光二十一年（1841年），崇兴庙内戏台重建，历经数年建成一座三联贯藻井的戏台。此后不久，庙后祠堂毁于火，祠中供奉的石氏祖先被迁移到崇兴庙中，使崇兴庙成为同时供奉境主和祖先的庙、祠合一的建筑。

## 形制
崇兴庙位于石家村和后溪村接壤的平地上。建筑坐西朝东，建筑面积近千平方米。庙宇中轴线自东向西分别为仪门、戏台、勾连廊和正厅，南北两侧为厢房。仪门为两层单檐硬山顶，面阔五间，明间、次间开门，明间上方悬挂“崇兴庙”匾。檐廊下设月梁，牛腿上彩绘狮子，挑檐枋彩绘花卉纹。正厅为单檐硬山顶，面阔五间两弄深四间。建筑为抬梁穿斗混合结构，明间、次间和稍间为抬梁式结构，尽间为穿斗式结构，檐柱和金柱间月梁上有双龙戏珠、凤穿牡丹、喜上眉梢、太公垂钓等雕刻。南北厢房为双层单檐硬山顶楼房，面阔五间:46。
崇兴庙戏台与勾连廊架设于仪门和正厅之间，三座建筑形成工字形。戏台面阔5.5米，深6.2米，台面高1.5米，上设同心圆穹窿顶藻井直径3.6米，深1.25米，由18圈薄壳透雕画板盘筑而成，其中井口一层环绕壸门，周边有三层彩绘斗拱花板。藻井上有十六组座斗相连，形成龙形，其中八组连接至井底铜镜。勾连廊为单檐硬山顶，上设两座藻井。中间藻井为八角形，直径3.58米，深1.2米，外间藻井为同心圆穹窿顶，两藻井结构与戏台藻井结构相近，且均有通体彩绘，中间平棋上绘有双喜图:46。

## 保护
宗祠古戏台于2003年2月被列入宁海县文物保护单位，2005年3月与崇兴庙古戏台以“胡氏宗祠及崇兴庙”的名义被列入浙江省文物保护单位，2006年5月与县内其他9处古戏台以宁海古戏台的名义被列入第六批全国重点文物保护单位。2018年，崇兴庙获得国家文物保护专项资金资助253万元人民币，用于修复戏台、大殿、厢房等建筑。